# Altipiani di Arcinazzo
Altipiani di Arcinazzo è una località turistica montana del Lazio, ad est dei Monti Affilani, situata a circa 850 m s.l.m., a cavallo della provincia di Frosinone e della provincia di Roma, tra i territori dei comuni di Arcinazzo Romano, Trevi nel Lazio, Fiuggi, Piglio, caratterizzata dalla presenza di un altopiano dall'aspetto tipicamente alpino, a pochi chilometri dalle piste da sci e a circa 80 km dalla città di Roma, con circa 200 abitanti stabili, compresi i titolari di esercizi commerciali, che aumentano nei periodi festivi fino a triplicarsi nei mesi estivi.

## Geografia

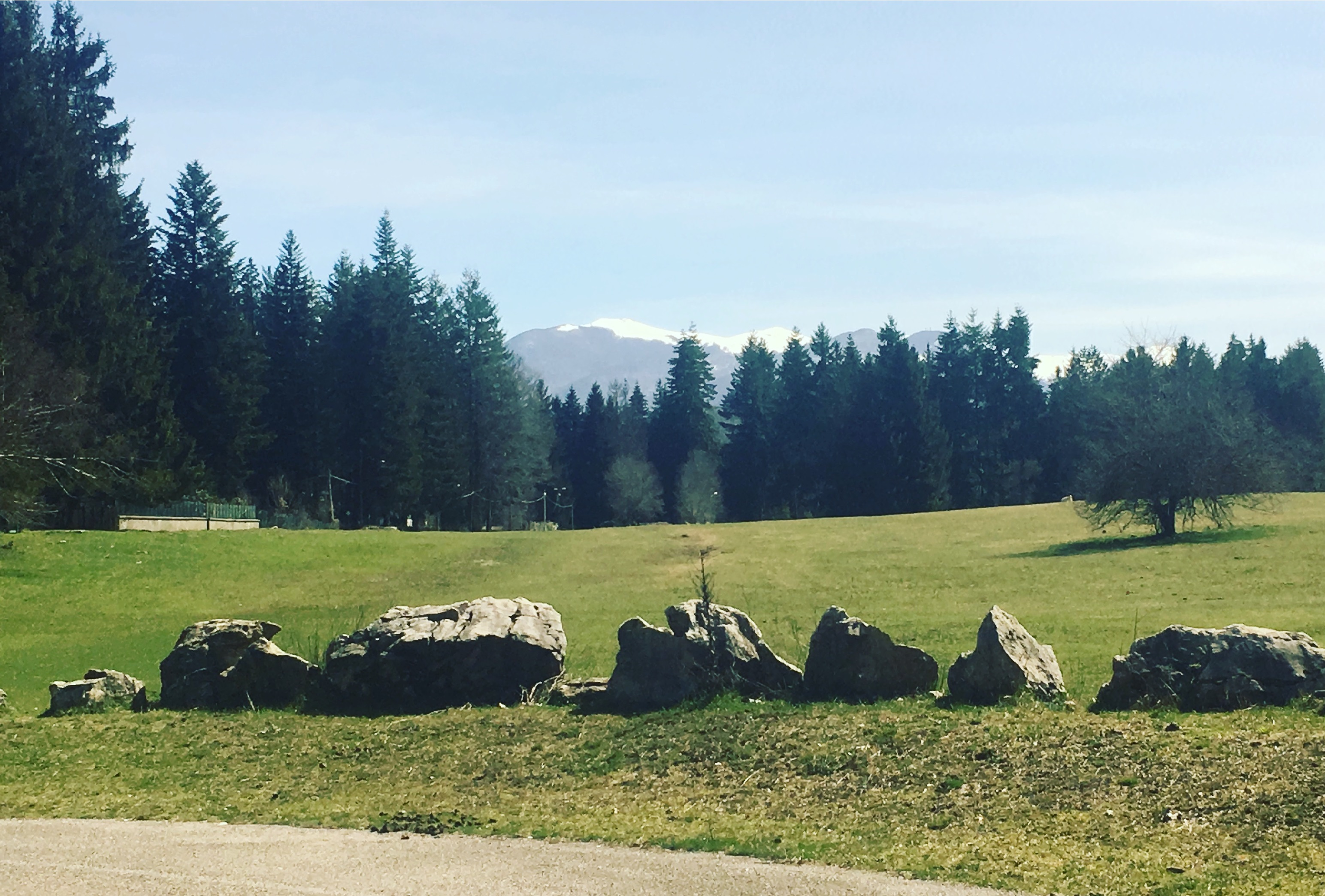
Altipiani di Arcinazzo

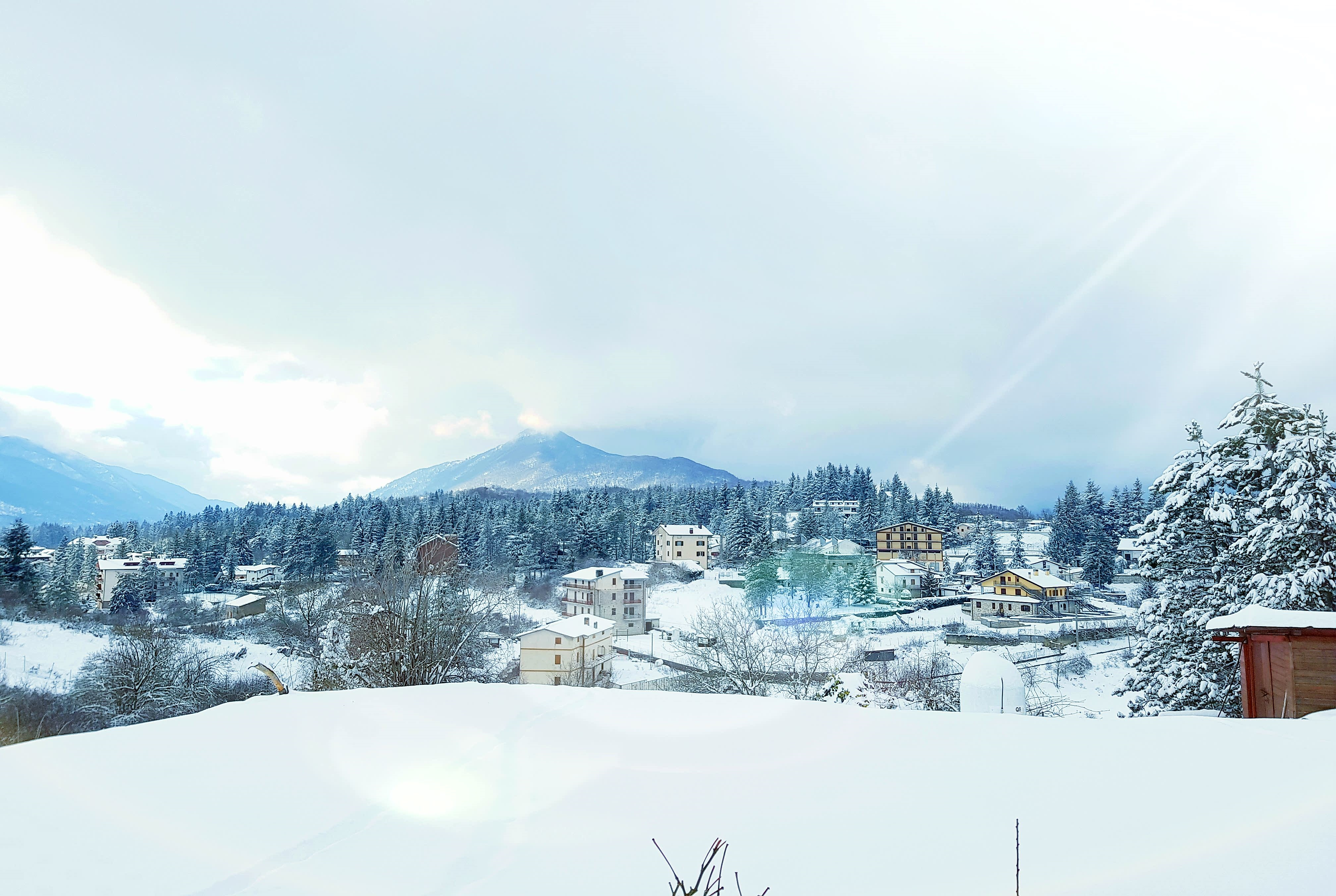
Panorama innevato invernale agli Altipiani di Arcinazzo

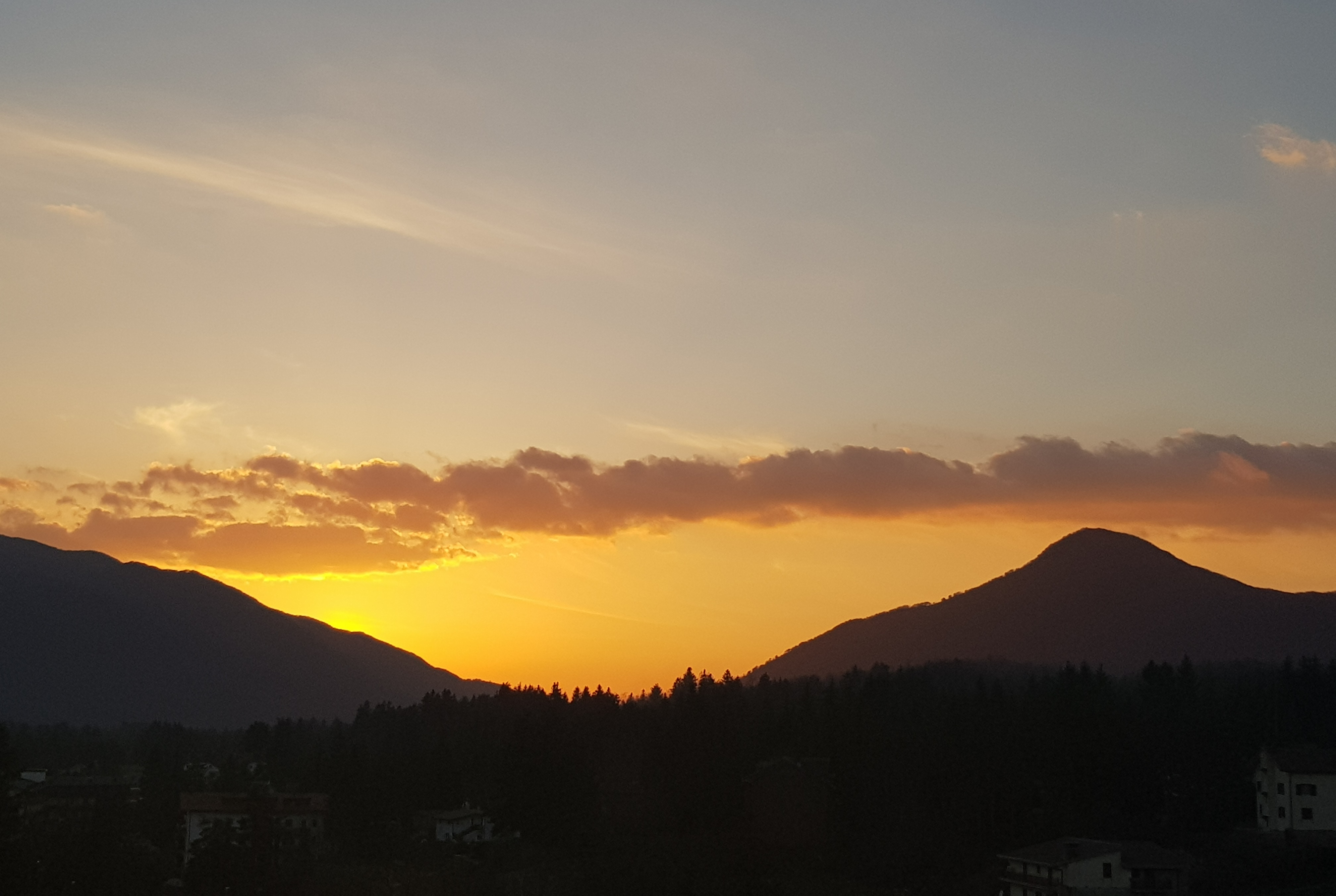
Tramonto sugli Altipiani di Arcinazzo

Sono posti al centro fra la catene montuose pre-appenniniche dei Monti Affilani (direzione nord-est) e le ultime propaggini dei Monti Ernici occidentali (direzione sud-ovest). Si estendono per circa 3 km di lunghezza e 1,5km di larghezza. Si trovano a cavallo delle due Valli del Sacco e dell'Alto Aniene. Le cime più importanti che li sovrastano sono Monte Scalambra (1420 m s.l.m. - Monti Ernici occidentali) e Monte Altuino (1271 m s.l.m.- Monti Affilani). Nel versante opposto del Monte Altuino si estende la valle dell'Aniene, dove scorre l'omonimo fiume che da millenni rifornisce la città di Roma e le cui acque pregiate erano considerate le più buone e salubri dell'antichità.

## Ambiente

### Flora
Negli anni '30 del XX secolo, il biologo Sir Walter Becker verificò che il microclima degli Altipiani di Arcinazzo era simile al quello delle Dolomiti, quindi adatto alla crescita di abeti. Proprio per questa ragione fece piantare un gran numero di abeti e, nel testamento, dispose un lascito da destinare alla realizzazione di un vivaio di abeti nella località degli Altipiani di Arcinazzo. Negli anni '50, in occasione dello sviluppo edilizio-turistico, il vivaio donò a chi ne fece richiesta gli abeti ormai cresciuti.  
La quantità di abeti piantati fu tale da conferire al territorio il caratteristico aspetto alpino che lo contraddistingue. Nelle quote più basse il paesaggio torna ad essere quello dell’Appennino calcareo, con boschi di  querce, di diversi tipi con prevalenza di carpino nero, cerro e roverella, mentre sopra quota 800-1000 m s.l.m. sulle montagne sono presenti fitti boschi di lecci e faggi.
In primavera e in estate offre una varietà di colori e di profumi grazie alla presenza dei numerosi fiori come: l'orchidea appeninica, l'anemone giallo, il giglio rosso e il cardo.
Odori che fecero scrivere a Guido Piovene "Sugli Altipiani di Arcinazzo ho trovato i prati più profumati che io ricordi..." (Viaggio in Italia).

### Fauna
La fauna maggiormente presente nel territorio è rappresentata da: scoiattoli, tassi, ricci, volpi,  istrici, picchi, cornacchie, civette, ghiandaie, poiane e cinghiali.

## Storia
Vi sono testimonianze storiche che essa sia stata abitata fin dall'antichità dai popoli pre-romani e qui era presente la Villa dell'Imperatore Traiano. Fino a metà degli anni '50 fu una risorsa per la pastorizia; dalla seconda metà del secolo scorso divenne un'importante località turistica, con la costruzione di numerose ville e palazzine, caratterizzata da netta prevalenza delle seconde case, grazie alla bellezza e salubrità dei luoghi, per i quali fu soprannominato "la piccola Svizzera".
Durante la loro storia gli Altipiani di Arcinazzo hanno visto ospiti come l'Imperatore Traiano che vi ha costruito una residenza estiva e di caccia, essendoci presenza all'epoca di grandi quantità di cinghiali, istrici, linci, cervi.
Nel medioevo sembra ci fosse un castello nella zona di via Setacciara del quale rimangono poche rovine, mentre una fortezza era attestata sul monte Altuino, detta il "Palazzolo" costruita da un tal Ildemondo. 
Intorno al 1700 quello che prima era un ritrovo di pastori, contadini e briganti iniziò a divenire nucleo abitativo, anche grazie alla presenza della Locanda di Meo Passeri, ancor oggi gestita dai discendenti con il nome di "Dispensa di Memmo".
Durante la Seconda Guerra Mondiale, gli Altipiani di Arcinazzo sono stati invasi dalle truppe germaniche che sfruttavano la tranquillità della zona per curare i feriti e riposarsi dal fronte di Cassino; inoltre su dei forni mobili costruiti su carrelli che venivano spostati per evitare di venire distrutti dai bombardamenti, veniva preparato il pane per i soldati.
Secondo le testimonianze orali raccolte, sarebbero stati abbattuti circa otto aerei dalla possente artiglieria di molti cannoni che sarebbe stata celata nei boschi e che doveva intercettare i bombardieri alleati verso Roma.
Tesi che è stata avvalorata dal ritrovamento di numerosi reperti bellici da appassionati del metal detector, che hanno rinvenuto frammenti di proiettili di cannone, parti di aereo, buche di contenimento dei pezzi d'artiglieria e molte altre tracce della presenza tedesca e dei pesanti bombardamenti avvenuti, in particolar modo sulla via del Piglio.
Il flusso turistico maggiore iniziò dopo i primi anni '20 del Novecento, ma il vero boom economico degli Altipiani di Arcinazzo è a cavallo degli anni '60 fino agli inizi del anni '90, con la costruzione di numerose ville e palazzine. 
Tra queste ci sono state anche molte ville storiche, per via della frequentazione di personaggi importanti, a cominciare da Villa Parodi, poi Villa “Fulceri” Paolucci Dé Calboli, Villa Busiri Vici noti architetti romani in Vaticano, Villa Bandini, Villa Casale Pio di Savoia, Villa Graziani, Villa Rossi Longhi, Villa Maria Luisa, Villa Borzelli e Villa Confalonieri e Starace, oggi alcune di queste hanno cambiato mano sempre con grandi personaggi.
Gli Altipiani di Arcinazzo sono noti anche per il legame che li unisce con il mondo del cinema, sono infatti state girate scene di tanti film e hanno avuto la presenza stabile di vari attori e artisti, tra cui ad esempio per un periodo anche l'attrice Audrey Hepburn, col marito Andrea Dotti e il figlio Luca nella villa della suocera Paola Bandini.

## Luoghi di interesse
Tra i luoghi di interesse vi sono i resti della Villa di Traiano, la cascata e l'Arco di Trevi, la torre medievale di Narzio e le rovine di un castello; inoltre nei pressi sono presenti alcune grotte che un tempo ospitarono i briganti o le popolazioni sfollate durante il secondo conflitto mondiale.

## Galleria d'immagini

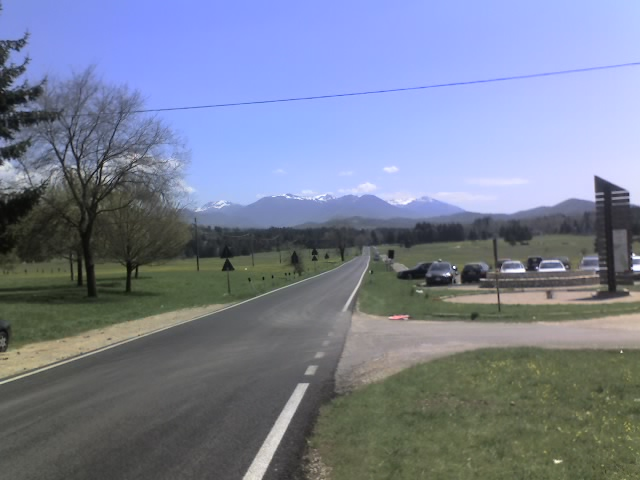
Altipiani di Arcinazzo
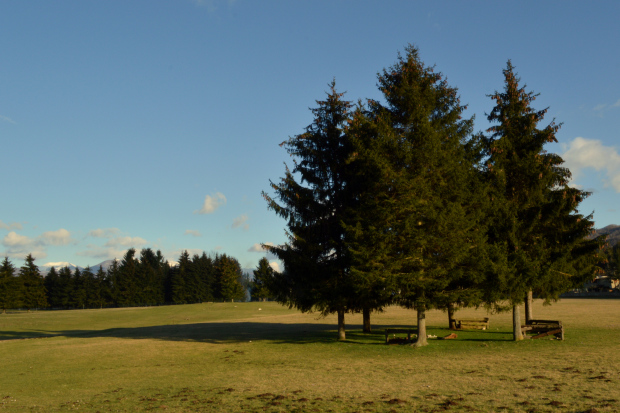
Altipiani di Arcinazzo in estate
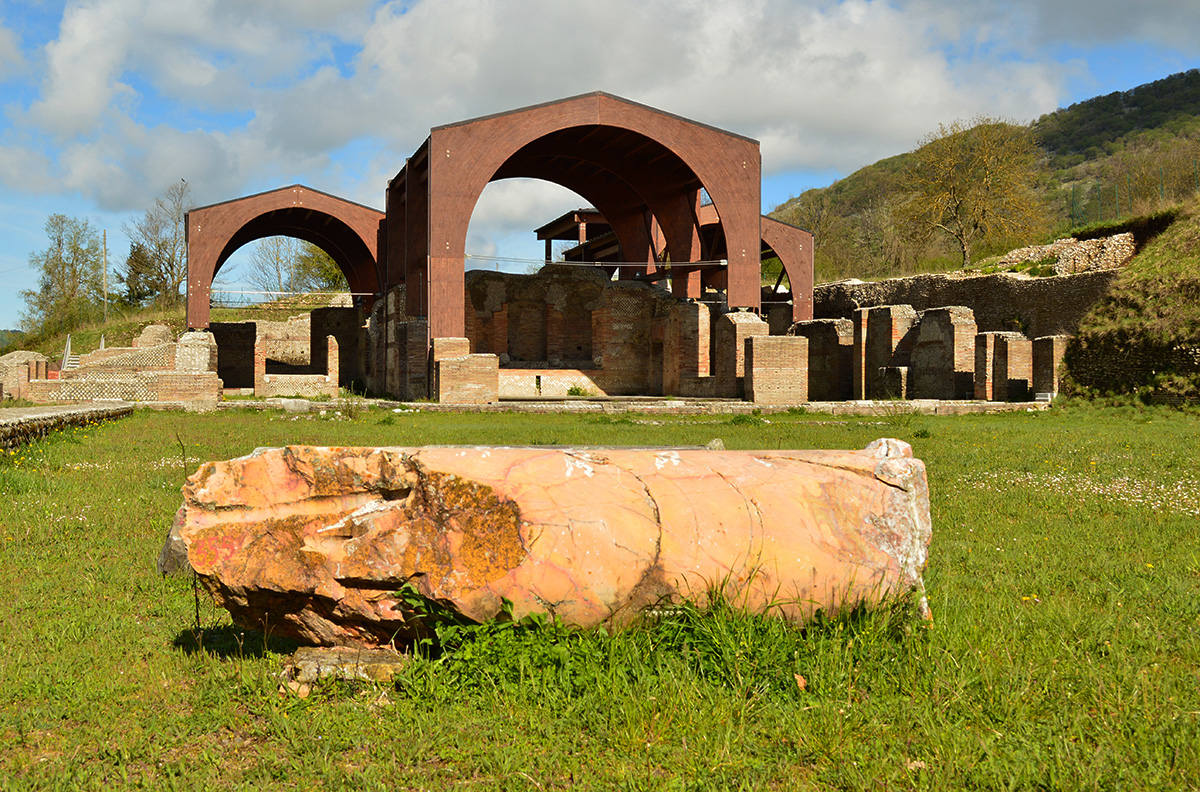
Villa di Traiano